# UW Centauri
UW Centauri är en eruptiv variabel av RCB-typ (RCB) i stjärnbilden Kentauren.
Stjärnan har magnitud +9,1 och når i förmörkelsefasen ner till +17,0. 